# چای توماس
چای توماس (ترکی آذربایجانی: Çay Tumas) یک منطقهٔ مسکونی در جمهوری آرتساخ است که در استان کاشاتاق واقع شده‌است.